# منظومة آرتشر المدفعية
منظومة آرتشر المدفعية بالإنجليزية (Archer Artillery System)، أو آرتشر - FH77BW L52، أو منظومة المدفعية 08 (Artillerisystem 08) هو مشروع دولي يهدف إلى تطوير الجيل التالي من أنظمة المدافع ذاتية الحركة للسويد والنرويج،  قلب النظام عبارة عن مدفع هاوتزر آلي بالكامل 155 ملم/L52 ومحطة أسلحة يتم التحكم بها عن بُعد من طراز حامي (بروتِكتُر) M151 مثبتة على هيكل 6x6 معدل من شاحنة فولفو A30D المفصلية لجميع التضاريس، إن حجرة الطاقم والمحرك مصفحة، كما أن الكابينة مزودة بنوافذ مقاومة للرصاص والشظايا، وبالإضافة إلى ذلك، تتألف المنظومة من مركبة إعادة الإمداد بالذخيرة، ومركبة دعم، والذخيرة العنقودية بونَص BONUS  والذخيرة إكسكالِبُر M982 Excalibur.

## التطوير
بدأ المشروع مسيرته في عام 1995 كدراسات سابقة لنظام مدفعي ذاتي الدفع يعتمد على مدفع إف إتش 77 (FH 77). تلقت أنظمة الاختبار التالية التعيين إف إتش 77 بي دي (FH 77BD وإف إتش 77بي دبليو (FH 77BW)، وبحلول عام 2004، تم طلب نموذجين أوليين بناءً على نسخة مطولة من إف إتش 77بي (FH 77B) مثبتة على شاحنة نقل مفصلية 6x6 معدلة من فولفو لمعدات البناء A30D، وفي عام 2008، طلبت السويد الدفعة الأولى من سبع منظومات، بينما طلبت النرويج واحدة،   وفي أغسطس 2009، طلبت النرويج والسويد 24 منظومة لكل منهما، في صفقة تعاونية.
تم تطوير الهاوتزر للقوات المسلحة السويدية بعد منح عقد لشركة بوفورز (Bofors) (الآن BAE Systems Bofors) في عام 2003 من قبل وكالة الاستحواذ الدفاعية السويدية (Försvarets Materielverk) (FMV) لبناء اثنين من مدافع الهاوتزر الاستعراضية، ودخل النموذج الأولي من مدافع الإف إتش77 بي دبليو إل52 (FH77 BW L52) ذاتية الدفع في تجارب إطلاق النار في السويد في عامي 2005 و 2006، وفي سبتمبر 2006، وقعت FMV عقدًا لأعمال التصميم التفصيلية على Archer، وفي يناير 2007، عقدًا لمرحلة التطوير التالية، للجيش السويدي احتياج ل 24 منظومة (كتيبتان)، وبعد ذلك، وفي سبتمبر 2008؛ وافقت الحكومة السويدية على التطوير النهائي وشراء نظام مدفعية آرتشر.
في نوفمبر 2008، وقعت السويد والنرويج اتفاقية تعاون لتطوير نظام آرتشر، وفي يناير 2009، منحت شركة BAE Systems عقدًا لاستكمال تطوير نظام المدفعية باستثناء نظام الأسلحة التي يتم التحكم بها عن بُعد والذي تصنعه شركة كونغسبيرج للدفاع والفضاء، ومن المقرر الانتهاء من النموذج الأولي النهائي بحلول سبتمبر 2009، والذي من المتوقع أن يتبعه عقد لـ 48 منظومة - 24 للسويد و 24 للنرويج، وكان من المقرر أن تدخل منظومة آرتشر الخدمة في عام 2011 ولكن تم تأجيله حتى أكتوبر 2013، وهذا بسبب مشاكل فنية غير متوقعة.
تلقى الجيش السويدي أول أربعة منظومات آرتشر من طراز إف إتش77 بي دبليو إل52 FH-77 BW L52) في 23 سبتمبر 2013،   ودخلت المدافع الأولى الخدمة أخيرًا في 1 فبراير 2016.
انسحبت الحكومة النرويجية من المشروع في ديسمبر 2013.

## منصة المركبة
منصة المركبة هي تعديل على مركبة فولفو A30D 6×6 ناقلة مفصلية لجميع التضاريس، إن مقصورة المركبة وحجرة المحرك مصفحتان بالكامل وكابينة القيادة مزودة بنوافذ مقاومة للرصاص والشظايا، تتسع المقصورة لما يصل إلى أربعة أفراد، يتم تشغيل المدفعية من قبل ثلاثة أو أربعة أفراد، ويشتمل النظام أيضًا على حاملة ذخيرة تتكون من حاوية قابلة للإزالة ومعدلة مثبتة على شاحنة مقاومة للمقذوفات لجميع التضاريس، تبلغ تكلفة المنظومة حوالي 4,500,000 دولار.

## الذخيرة

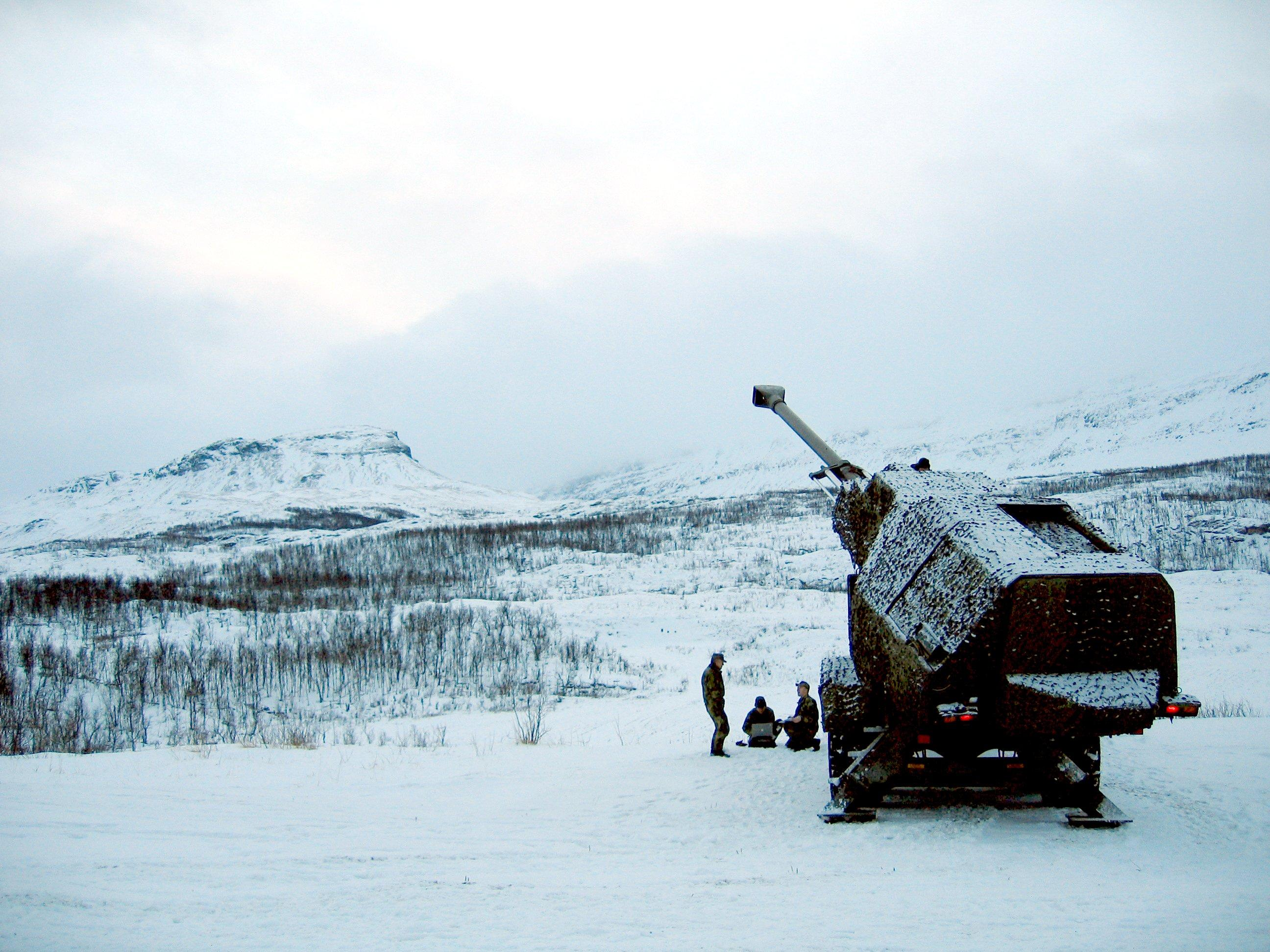
منظر آخر لـآرتشر متمركزة

تحمل المركبة 21 مقذوفًا من عيار 155 ملم في المخزن الأوتوماتيكي بالكامل، ويستغرق إعادة تذخير المخزن من حاملة الذخائر المصاحبة حوالي 10 دقائق باستخدام جهاز الرفع المصمم لهذا الغرض، كما يمكن للمدافع استخدام ذخائر وحدات الناتو أو ذخائر معيارية من طراز بوفورز ينيفلكس 2 (Bofors Uniflex 2)، يتكون نظام الذخائر المعياري Uniflex 2IM من حجمين من الشحنات القابلة للاحتراق؛ شحنه كاملة الحجم وشحنة نصف الحجم، وكلاهما تستخدمان مادة الدينيتراميد جوانيلوريا (GuDN) كشحنة دافعة، يسمح نظام الشُحَن المعيارية بتوفر عدة زيادات في الشحن ويزيد من قدرة التصادم المتزامن -إصابة عدة قذائف في آن واحد- (MRSI) على جولات متعددة في نظام المدفعية وتداخل النطاق الجيد بين الفروقات، مع قذائف بونص (BAE Bofors/Nexter Bonus) يكون المدى 35 كم، كما تم تمديد مدى المدفعية إلى 60 كم مع قذائف إكسكالِبَر (Raytheon / Bofors XM982 Excalibur) الموجهة بدقة، يتم تصحيح قذائف إكسكالِبَر (Excalibur) أثناء الطيران نحو المسار المبرمج مسبقًا بواسطة نظام التموضع العالمي (GPS)، ويتم استخدام بونص Bofors 155 Bonus للمركبات المدرعة.

## النشر
تم تصميم النظام للتنقل الاستراتيجي والتشغيلي والتكتيكي العالي، ويمكن للمركبة أن تصل إلى سرعات تصل إلى 70 كم/ساعة، وهي قادرة على عبور الثلوج حتى عمق متر واحد، ويمكن نقلها بالسكك الحديدية، ويمكن نقلها جواً في طائرة A400M الجديدة، يتم تثبيت مثبت كبير هيدروليكي التشغيل في الجزء الخلفي من الهيكل ويتم خفضه مع المركبة في موقع الإطلاق المحدد، يتراوح مدى ارتفاع المدفع ومدى الدوران الافقي من -1 درجة إلى + 70 درجة عموديًا و -85 درجة إلى + 85 درجة أفقيًا، وقت التمركز الأولي ووقت إعادة التمركز أقل من 30 ثانية لكلٍّ منهما، يوفر النظام ضربات دقيقًا وقوة نارية مستدامة عالية للدعم ولعمليات القصف العميق بأكثر من 25 طن من الذخيرة لكل مدفع والقدرة العملية على مدار 24 ساعة، تتمتع المدافع بمعدل إطلاق مستمر يبلغ 75 طلقة في الساعة، ومعدل إطلاق مكثف يبلغ 20 قذيفة (أي مخزن كاملة) في 2.5 دقيقة (المعدل الفعال، 480 في الساعة)، ومعدل إطلاق الدفعات بمعدل ثلاث قذائف في 15 ثانية، (المعدل الفعلي 720 في الساعة). تصل قدرة التصادم المتزامن MRSI، إصابة عدة قذائف في آنٍ واحد، إلى 6 قذائف، يمكن استخدام الرؤية المباشرة على الاهداف التي تصل إلى 2000 متر.

## الخصائص العامة
- الطول: 14.1 متر
- العرض: 3.0 متر

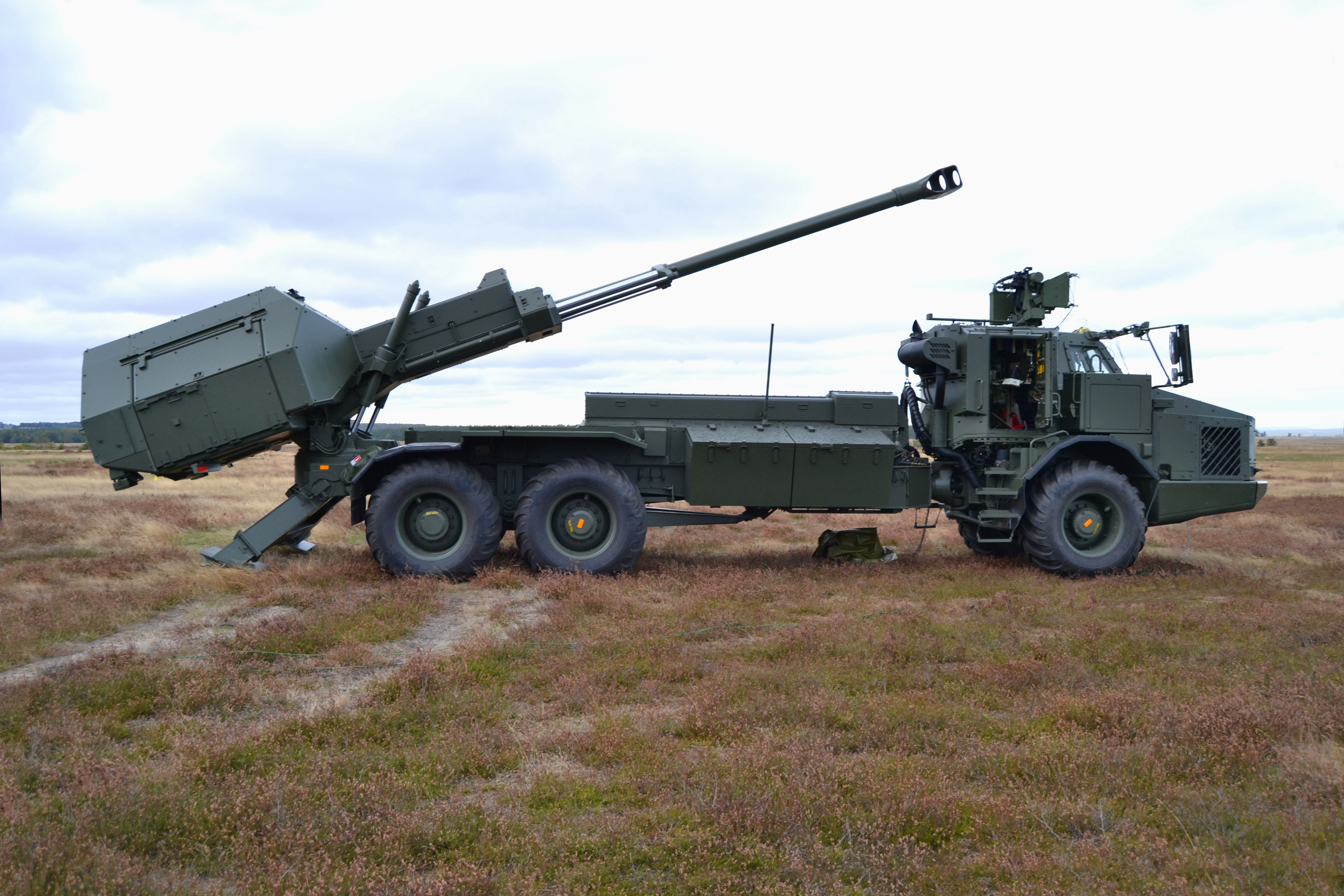
منظر جانبي ل آرتشر

- الارتفاع: 3.3 متر بدون الحامي، 3.9 متر مع.
- الوزن: 30 طن متري (30 ملغ)
- السرعة: 65 كم / ساعة
- النطاق: 500 كم
- الطاقم: 3-4 (قائد، سائق، 1-2 عاملين) ولكن في حالات الطوارئ، يمكن للسائق والمدفعي تشغيل السيارة.
- التسلح: مدفع هاوتزر 155 ملم / L52 ، نظام سلاح Kongsberg حامي عن بعد.
- معدل إطلاق النار: 8-9 جولات / دقيقة في نمط التأثير المتزامن متعدد الجولات، مما يعني إطلاق عدة قذائف متتالية بمسارات مختلفة بحيث تصيب الهدف في وقت واحد.
- مدى السلاح (المدفع الرئيسي): 30 كم بقذائف قياسية، 40 كم مع نزيف القاعدة، 60 كم مع Excalibur
- مستوى حماية الدروع: 7.62 ملم خارقة للدروع، ألغام حتى 6 كجم (المستوى 2 STANAG 4569)
- القيادة في حالات الطوارئ: جميع العجلات - تتيح معدات القيادة في حالات الطوارئ (Hutchinson AMVFI) القيادة مع ثقب جميع العجلات؛ كما أنه يوفر حماية أكبر إذا اصطدمت السيارة بلغم ضغط الانفجار؛ يتم استخدام نفس النظام في ناقلة الجند المصفحة باسي (APC Pasi) الفنلندية.

## المشغلين
- الجيش السويدي - 48 منظومة في الخدمة، الطلب المبدئي 24 [10] لصالح فوج المدفعية الملكية السويدي (فوج المدفعية التاسع)، تقرر شراء 24 منظومة تصدير اضافية نرويجية في 20 سبتمبر 2016،[11] وفي 2020 اصدر الجيش السويدي طلبا ل24 منظومة اضافية، ليصبح الاجمالي 72 منظومة.[12]

### الطلبات الملغاة
- الجيش الملكي النرويجي - الطلب على 24 منظومة لصالح كتيبة المدفعية الملكية النرويجية، تم إلغاء الطلب لعدم موافقة الحاجة مع الوقت المتاح.[13]
- ذكر الجيش الكرواتي مطلبًا لما يصل إلى 24 منظومة كبديل لمنظومات جفوزدِكا 2إس1 (2S1 Gvozdika)، والتي كانت تقترب من نهاية دورتها الحياتية؛ ولكن بسبب الأزمة الاقتصادية التي حدثت بين عامي 2008 و 2012، تم تأجيل القرار بشأن منظومة مدفعية جديد، في نهاية المطاف، اختارت وزارة الدفاع الكرواتية فائض من بي زِد إتش-2000  (PzH 2000) على نظام آرتشر حيث كان يُنظر إليه على أنه بديل أرخص لآرتشر، تم شراء 12 قطعة مجددة من طراز PzH 2000 الألمانية مقابل 54 مليون دولار لدخول الخدمة في عامي 2015 و 2016.[14]

## روابط خارجية
- إدارة العتاد الدفاعي السويدية: ARCHER - نظام المدفعية
- باللغة السويدية فوج المدفعية السويدي
- بي أيه إي سيستمز في السويد
- صفحة BAE Systems حول ARCHER
- مقالة تحويل فريدة للغابات بالميلاد
- رامي السهام في فوج المدفعية الملكي السويدي (A9)[وصلة مكسورة]

روابط الفيديو
- BAE Systems promotional video of Archer Artillery System على يوتيوب